# Fondazione Eleutheria
La Fondazione Eleutheria è una fondazione senza scopo di lucro istituita a Praga nel 2008. La fondazione ha l’obiettivo di promuovere e sostenere l'arte mediante varie attività (incluse collezioni, nuove acquisizioni, mostre, libri), oltre a essere una collezione privata d’arte moderna. 
La collezione ospita opere soprattutto di arte ceca del XX secolo appartenente alla corrente del Realismo socialista con autori quali Břetíslav Benda, Jindřic Wielgus, Karel Pokorný, Alena Čermáková, Bohuš Čížek, Josef Brož, Jan Čumpelík, Vlastimil Košvanec, Jaromír Schoř, Otakar Čemus, Adolf Zábranský, Rudolf Svoboda, Jan Hána, Sauro Ballardini, Jaroslav Svoboda, František Vizner e Pavel Hlava.

## Storia
La fondazione viene fondata nel 2008 da Francesco Augusto Razetto e da Ottaviano Maria Razetto con finalità di sviluppo e di promozione culturale legate al mondo dell’arte e delle scienze. Il 3 dicembre 2009 la Fondazione Eleutheria ha esposto per la prima volta una selezione di opere d'arte della propria collezione presso il Padiglione dell'Associazione degli artisti figurativi Mánes (SVU Mánes) in una mostra dal titolo Realismo socialista: Cecoslovacchia: 1948-1989.

## Attività
La fondazione non ha scopo di lucro e ha lo scopo di svolgere attività finalizzate al conseguimento degli obiettivi di ricerca e sviluppo nell’ambito  dell’arte e della scienza, della ricerca industriale, dello sviluppo sperimentale e della divulgazione dei risultati di tali ricerche attraverso la formazione, la pubblicazione o l’implementazione di tecnologie.
Nel corso degli anni ha promosso e realizzato mostre, curato pubblicazioni e organizzato seminari e convegni su temi come l'etica sociale, lo sviluppo territoriale, la cultura europea, la storia, la politica e l’arte. Hanno collaborato agli eventi organizzati della fondazione studiosi, intellettuali e uomini di cultura come Bernardo Bertolucci, Franco Cardini, Vittorio Storaro e Vittorio Sgarbi.
A partire dal 2013, la fondazione ha deciso, con il progetto Et Cetera, di concentrare parte del suo impegno sul tema dei giovani artisti cechi e italiani. A tale scopo sono state realizzate diverse mostre e pubblicazioni, ognuna dedicata a un diverso tipo di arte (pittura e scultura, fotografia, cinema, fumetto, street art). I giovani che negli anni hanno partecipato al progetto Et Cetera, selezionati da comitati scientifici ad hoc, annoverano: Maxim Havlíček, detto Maxim, Kryštof Hošek, Jan Kaláb, Martin Kocourek, Martin Kraic, Jakub Matuška detto Masker, Jan Mikulka, Jakub Nepraš, Tets Ohnari, Ondřej Oliva, Alain Parroni, Veronica Psotková, Tereza Tara, Zdeněk Trs e Roman Týc.
Negli anni la fondazione ha redatto 11 monografie. Alcune complementari alle mostre o dedicate alle collezioni d'arte della Fondazione e altri progetti editoriali più concentrate su temi specifici come la monografia del 2021 intitolata L’ambasciata d’Italia a Praga dedicata alla storia della sede diplomatica della Repubblica italiana nella capitale ceca e nel 2024 la monografia  Gli italiani nelle terre boeme. Storia di una secolare comunità dedicata alla storia della presenza italiana nella Repubblica Ceca. Nel 2022, con il volume Silvio Pellico. Spielberg: 1822 – 2022, una graphic novel edita da Eugenio Belgrado, sono state coinvolte tutte le scuole italofone in territorio ceco nell’anno del centenario dell’incarcerazione di Silvio Pellico presso la Fortezza dello Spielberg nell’odierna città di Brno.
Nel 2024 la fondazione ha dato vita al progetto Et Cetera | Dialoghi, una serie di interviste pubbliche, moderate dal presidente FrancescoAugusto Razetto, a personaggi italiani di rilievo del mondo della cultura, della politica e dell’arte italiani. Il progetto, dedicato specialmente agli studenti e più in generali ai giovani, tenta di costituire un valido strumento di libero pensiero e di confronto tra le giovani generazioni e gli intellettuali italiani e cechi. Ad aprire la manifestazione è stato l’incontro pubblico con lo storico Franco Cardini ad ottobre 2024 presso la Facoltà di Filosofia dell’Università Carolina di Praga. È seguita l’intervista al tre premio Oscar Vittorio Storaro, maestro italiano della fotografia cinematografica.

## Mostre
- 2009 – Realismo socialista. Cecoslovacchia: 1948 – 1989, Padiglione dell'Associazione degli artisti figurativi Mánes (SVU Mánes), Praga
- 2010 – Vietnam. Manifesti di propaganda, Národní galerie v Praze (Veletržní palác), Praga
- 2011 – Vietnam. I manifesti, Palazzo del Parlamento europeo, Bruxelles (Belgio)
- 2012 – Realismo socialista. Cecoslovacchia: 1948 – 1989, Villa Manin di Passariano, Udine (Italia) 2013 – Vivarini 1450: incontro dopo più di 100 anni, Národní galerie v Praze (Šternberský palác), Praga
- 2013 – ET CETERA, Istituto Italiano di Cultura, Praga
- 2015 – Jaromír Schor, Casa del Mantegna, Mantova (Italia)
- 2015 – ET CETERA, MAXXI - Museo nazionale delle arti del XXI secolo, Roma
- 2016 – Nuvolari, Národní technické muzeumm, Praga
- 2016 – ET CETERA. Fotografie, Italský kulturní institut v Praze, Praga
- 2016 – Vittorio Storaro, Palazzo Clam-Gallas, Praga 2016 – ET CETERA. Italian young street photography, Italský kulturní institut v Praze, Praga
- 2017 – IRON DUST. "REFLECTIONS" di Danilo De Rossi, ex Chiesa di Sant'Anna (Città Vecchia), Praga
- 2017 – ET CETERA / IN BREVE. Giovani registi italiani, Theater Royal, Praga
- 2018 – Parmigianino. Grafica e fortuna critica, Letohrádek královny Anny, Praga
- 2019 – La forma dell’ideologia. Praga: 1948-1989, Palazzo del Governatore (Parma), (Italia)
- 2019 – Vietnam. I manifesti, Ministerstvo kultúry Slovenskej republiky, Bratislavia (Slovacchia)
- 2019 – ET CETERA. Sulle ali della libertà, Ambasciata d'Italia a Praga, Praga
- 2021 – ET CETERA. Isolation, Italský kulturní institut v Praze, Praga
- 2022 – ET CETERA FESTIVAL 2022. Street art for freedom, Piazza del Duomo (Pistoia), Pistoia (Italia)
- 2022 – ET CETERA FESTIVAL 2022. Street art for freedom, Náměstí 14. Října, Praga
- 2023 – Resilient di Marco Gualazzini, Italský kulturní institut v Praze / Camera dei deputati (Repubblica Ceca), Praga

## Casa editrice
- 2009 – FrancescoAugusto Razetto, Ottaviano Maria Razetto (a cura di), Realismo socialista. Cecoslovacchia: 1948-1989, Praga, Fondazione Eleutheria, ISBN 978-80-254-3382-9
- 2010 – FrancescoAugusto Razetto, Ottaviano Maria Razetto (a cura di), VIETNAM: manifesti di propaganda, Praga, Fondazione Eleutheria / Národní galerie v Praze, ISBN 978-80-254-8860-7
- 2012 – AA.VV., Frecce Tricolori: eccellenza italiana, Pordenone, Lito-Immagine, ISBN 978-88-97377-02-3
- 2012 – AA.VV., Realismo socialista. Cecoslovacchia: 1948-1989, Praga, Fondazione Eleutheria / Azienda Speciale Villa Manin, ISBN 978-80-260-1551-2
- 2015 – FrancescoAugusto Razetto (a cura di), Jaromír Schoř, Mantova, Publi-Paolini, ISBN 978-88-95490-77-9
- 2018 – Guido Carai (a cura di), Maria Amalia d’Asburgo Lorena. Duchessa di Parma e Piacenza: 1769 – 1802, Praga, Fondazione Eleutheria, ISBN 978-80-270-3974-6
- 2018 – Giovanni Godi, Cecilia Godi, Massimo Mussini (a cura di), Parmigianino: grafica e fortuna critica, Praga, Fondazione Eleutheria, ISBN 978-80-270-3975-3
- 2019 - Gloria Bianchino, FrancescoAugusto Razetto, Ottaviano Maria Razetto (a cura di), La Forma dell’ideologia. Praga: 1948-1989, Praga, Fondazione Eleutheria, ISBN 978-80-907569-0-8
- 2021- AA.VV., L’Ambasciata d’Italia a Praga, Praga, Fondazione Eleutheria, ISBN 978-80-90-7569-1-5
- 2022 - Flavio R.G. Mela, FrancescoAugusto Razetto (a cura di), Silvio Pellico. Spielberg: 1822 – 2022, Praga, Fondazione Eleutheria, ISBN 978-80-90-7569-2-2
- 2024 - FrancescoAugusto Razetto, Ottaviano Maria Razettom Flavio R.G. Mela, Genny Di Bert (a cura di), Gli Italiani nelle terre boeme. Storia di una secolare comunità, Praga, Fondazione Eleutheria, ISBN 978-80-90-7569-3-9

## La collezione d'arte
Le collezioni della Fondazione Eleutheria consistono in una raccolta di opere d’arte costituita da oltre 1000 opere di pittura, circa 100 sculture, oltre 150 opere di grafica, tra cui manifesti, e un numero imprecisato di fotografie, medaglie, cartoline, opere d’arte in vetro. Nel patrimonio anche una biblioteca tematica ricca di circa 10.000 volumi. Cuore della collezione è la parte dedicata al Realismo socialista cecoslovacco, oltre a una raccolta di oltre 200 manifesti di propaganda provenienti da alcuni Paesi (Cecoslovacchia, Cina, Repubblica Popolare Democratica di Corea, Cuba e Vietnam).

### Pittura e scultura
Sauro Ballardini (1957 – 2010)
-        L'uomo alla conquista di nuovi orizzonti dell'universo (mosaico originale realizzato per l’Edificio Centrale delle Telecomunicazioni di Praga), 1980 
Josef Brož (1904 – 1980)
-        Donna, (anni ’50)
-        Uomo, (anni ’50) 
Alena Čermáková (1926 – 2010)
-        Inverno nel villaggio, (1963)
-        Ritorno dai campi, (1965)
-        Bazar sotto le rovine di Bibi Khanym, Samarcanda, (1967)
-        Venditori di tappeti ad Urgut, (1967)
-        Battaglia per la vittoria di Dukla, (1974)
-        Riposo nella serra, (1977)
-        Alla tessitura, (1980)
-        Turno di sera (dal ciclo Uzbekistan nel tempo del cotone), (1984) 
Otakar Čemus (1928 – 2021)
-        Aggiustatori, (1963)
-        Tutto per rispettare il piano del 1965, (1964)
-        Carpentieri, (1966)
-        Asfaltatori, (anni ’60)
-        Spartachiadi, (1983) 
Jan Hána (1927 – 1994)
-        Studio per I cosmonauti, (1972)
-        Giorno gioioso, (1980) 
Vlastimil Košvanec (1887 – 1961)
-        Sia la luce, (anni ’50) 
Karel Pokorný (1891 – 1962)
-        Fraternizazione
Jaromír Schor (1912 – 1992)
-        Viaggio comune nell’universo, (anni ’60)
-        Bandiera rossa, (anni ’70 – ’80)
-        Dukla, (anni ’70 – ’80)
-        Granata anticarro, (anni ’70 – ’80)
-        In ricordo di Lidice, (anni ’70 – ’80)
-        La sofferenza delle guerre, (anni ’70 – ’80)
-        Neofascismo, (anni ’70 – ’80)
-        Partigiani, (anni ’70 – ’80)
-        Soldati a Beirut, (anni ’70 – ’80)
-        A Dukla, (1980) 
Martin Sladký (1920 – 2015)
-        Tre minatori, (fine anni ’60) 
Rudolf Svoboda (1924 – 1994)
-        Bambini, (anni ’70 – ’80)
-        Modello per un monumento, (anni ’70 – ’80) 
Jindřich Wielgus (1910 – 1998)
-        Ritorno dal turno di lavoro, (1944)
-        I doni della terra, (1957) 
Adolf Zábranský (1909 – 1981) 
-        Lotta degli scioperanti (cartone preparatorio dal ciclo: Tradizione rivoluzionaria dei nostri uomini IV), (1972-1981)
-        Febbraio 1948 (cartone preparatorio dal ciclo: Tradizione rivoluzionaria dei nostri uomini VI), (1972-1981)